# Ptjelari
Ptjelari (bulgariska: Пчелари) är ett distrikt i Bulgarien.   Det ligger i kommunen Obsjtina Stambolovo och regionen Chaskovo, i den södra delen av landet, 230 km sydost om huvudstaden Sofia.
I omgivningarna runt Ptjelari växer i huvudsak blandskog. Runt Ptjelari är det ganska glesbefolkat, med 21 invånare per kvadratkilometer.